# Sent Albin de Nabirac
Sent Albin de Nabirac (en francès Saint-Aubin-de-Nabirat) és un municipi francès situat al departament de la Dordonya i a la regió de la Nova Aquitània.

## Demografia
| 1962                                       | 1968 | 1975 | 1982 | 1990 | 1999 | 2007 |
| ------------------------------------------ | ---- | ---- | ---- | ---- | ---- | ---- |
| 159                                        | 138  | 111  | 122  | 124  | 118  | 126  |
| Des de 1962: població sense dobles comptes |      |      |      |      |      |      |

## Administració
| Període | Identitat               | Partit |
| ------- | ----------------------- | ------ |
| 2002-   | Jean-Claude Van Severen |        |